# Roth Marcell
Roth Marcell (Fényes, 1891. október 23. – Budapest, 1945. január 12.) orvos.

## Életútja
Róth Adolf és Herc Rozália fia. Egyetemi tanulmányait Budapesten, Berlinben és Münchenben végezte, 1914-ben avatták doktorrá Budapesten. 1924–1927 között tanársegéd a kolozsvári sebészeti klinikán, 1927-ben ugyanott egyetemi magántanárrá habilitálták a csontátültetésről szóló értekezése alapján. 1927 és 1934 között sebészfőorvos az aradi Therapia szanatóriumban, 1934 és 1942 között a kolozsvári zsidó kórházban, majd élete végéig a budapesti Maros utcai Zsidókórházban sebészfőorvos. Feleségével, Loránt Erzsébettel, valamint az ápolószemélyzettel és 200 beteggel együtt a nyilasok a kórház udvarán meggyilkolták. Magyar és külföldi szaklapokban sok tanulmánya jelent meg.
Orvosi szakcikkei a temesvári Praxis Medici című szakfolyóiratban láttak napvilágot (1939–40).